# جامع عبد الوهاب القيسي

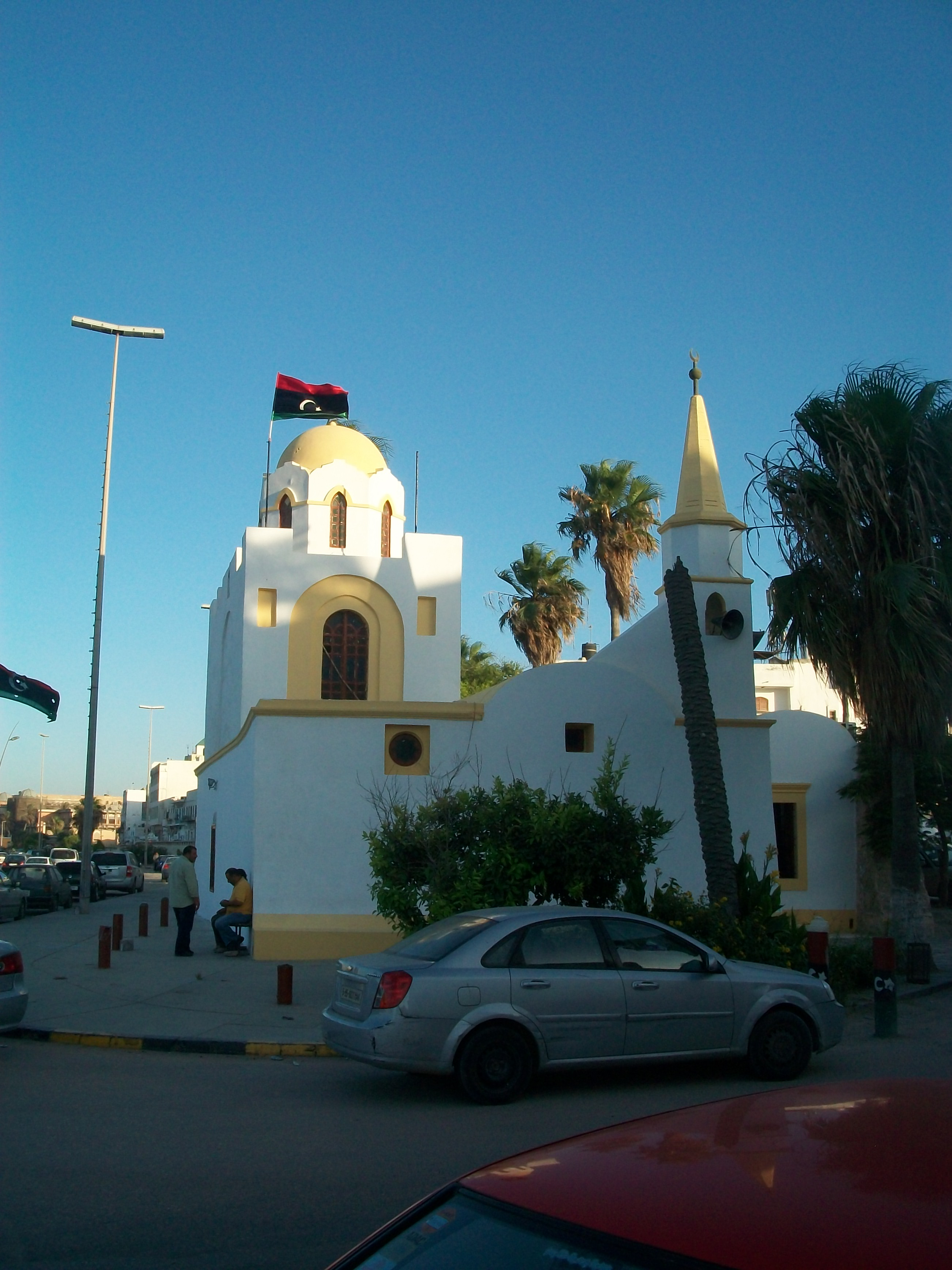
الجامع من الخارج.

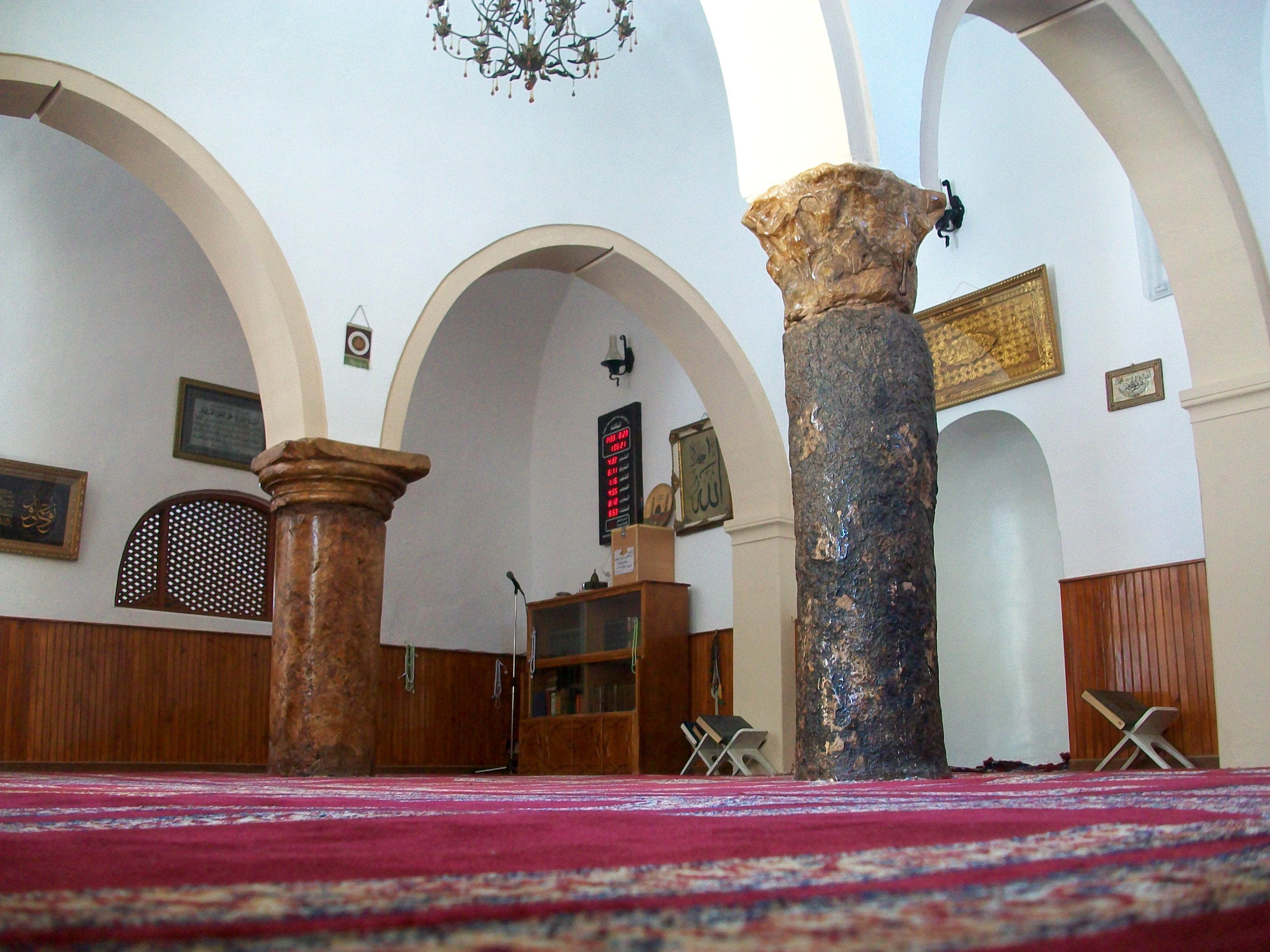
الجامع من الداخل.

جامع سيدى عبد الوهاب القيسي: وهو أحد مساجد المدينة القديمة (طرابلس), وفي الواقع المسجد يعتبر خارج سور المدينة القديمة وليس داخله ولكن لقربه من المدينة ولهدم السور من الناحية الشمالية وهدم باب البحر(طرابلس) أصبح المسجد من موكونات المدينة القديمة لاختفاء الحاجز الذي كان يحول بينهما.

## سنة التأسيس
أشار الرحالة التجاني في القرن الثالث عشر الميلادي إلى قبر عبد الوهاب القيسي الذي يوجد خارج السور بين شرق وشمال وقد هدم السور بعد الاحتلال الإيطالي وبهذا نفهم أن المسجد لم يبن في الفترة التي زار فيها التجاني مدينة طرابلس ولكن بمقارنته بمسجد سالم المشاط تبين أنه يعود إلى نفس الفترة وهو يمتاز بطراز فريد بالنسبة لمساجد مدينة طرابلس 

## قصة الجامع أو سبب التسمية
قد ذكر الكاتب الطرابلسي الخروبي مسجد سيدي عبد الوهاب في القرن السادس عشر الميلادي كما أن عبد السلام بن عثمان صاحب كتاب الإشارات ذكر الشيخ عبد الوهاب القرن السابع عشر الميلادي (ومنهم الشيخ الكبير عبد الوهاب المقبور بالسور في فم البحر عرف به التجاني في رحلته وأثنى عليه)هذا كما زار هذا المسجد أبو العباس الفاسي أحمد بن محمد الفاسي 1211هـ وأشار إليه في رحلته حيث يقول (زرنا سيدي عبد الوهاب بمحروسة طرابلس بباب البحر وله ضريح هنا بطرف مسجد صغير.

## موقع المسجد
يقع هذا المسجد في الجهة الشمالية الشرقية من جامع أحمد قو رجي، (هكذا كانت تكتب وليس قرجي) وقوس ماركوس أوريليوس على مسافة غير بعيدة.
موقع الجامع من موقع ويكمابيا 

## الشكل المعمارى
يبلغ طول الجدار المسجد الشمالي الغربي 8,2 مترا وطول الجدار الشمالي الشرقي 16 مترا وقاعة الصلاة بالمسجد مستطيلة الشكل تبلغ مساحتها حوالي 50 مترا تقريبا وفي وسطها عمودان من الرخام يكونان ثلاثة أروقة عمودية مواجهة لحائط القبلة مغطاة بثلاثة أقبية، ويمتد الرواق الشمالي الشرقي من القاعة حتى صحن المسجد. ومحراب المسجد بسيط الشكل وهو عبارة عن تجويف داخل جدار القبلة، وفي صحن المسجد يوجد سلم خشبي يتكون من 17 درجة وهي مئذنة المسجد طول ضلعها 98سم ولها في كل ضلع فتحة معقودة عرضها 40 سم في أعلاها حجرة صغيرة مربعة الشكل تعلوها قمة مدببة من الخشب. ويقع مدخل الجامع الخارجي في الجانب الجنوبي وكان في الأصل نافذة، وتقع الميضأة على يسار الداخل إلى المسجد وهي حديثة البناء، وفي الجهة الشرقية من المسجد توجد حجرتان موجهتان يفصلها ردهة، تستعمل الحجرة الموجودة في الركن الشمالي كمخزن أما الحجرة التي في الناحية الشرقية بها ضريح سيدي عبد الوهاب وهي تقع شمال قاعة الصلاة مباشرة وبها نافذة كبيرة، والضريح بحجم قبر الميت بنيت عليه مسطبة أي مكان للجلوس، وتعلو الحجرة قبة مثمنة الشكل بها نوافذ صغيرة للإضاءة، والمسجد من الخارج مدعم بدعامات لتقوية مبني المسجد وبعض الجدران الخارجية
إلا أن هذا المسجد قد تمت ازالته عند التطوير الأخير لمدينة طرابلس ولم يبقى الا الضريح شاهد على هذا الاثر الإسلامي

## وصلات خارجية
http://www.landcivi.com/new_page_322.htm* [ ملامح العمارة في طرابلس الإسلامية د. جمعة قاجة]
http://doc.aljazeera.net/cinema/2009/08/2009830856357945.html* [ نوافذ السماء..... قراءة جمالية لمساجد طرابلس ]
http://www.ittihad4ever.com/forum/index.php?showtopic=44153* [منتدى الاتحاد إلى الابد]